# Usun Apau
Usun Apau ist eine unzugängliche, waldbedeckte Hochebene vulkanischen Ursprungs im malaiischen Teil Borneos. Sie liegt im oberen Flusssystem des Rajang im Bundesstaat Sarawak, etwa 45 km von der indonesischen Grenze entfernt. Da sie in einer abgelegenen Urwaldregion gelegen ist und alle Flussläufe, die von hier ausgehen, unpassierbar sind, wurde sie erst 1951 entdeckt.
Das Gebiet ist weitgehend unbesiedelt, es leben hier hauptsächlich Penan. Die vorherrschenden Vegetationstypen sind tropischer Primärwald, Kerapa und Kerangas. Usun Apau wurde als Nationalpark vorgeschlagen, da hier unter anderem der auf Borneo endemische Bulwerfasan vorkommt.

## Beschreibung
Usun Apau erstreckt sich über eine Fläche von etwa 1500 km² und hat eine mittlere Höhe von etwa 1000 m ü. d. M. Die höchsten Erhebungen auf dem Plateau sind drei erloschene Vulkane – der etwa 1370 m hohe Selidang sowie der Kenawang und der Mabun, die mit etwa 1300 m etwas niedriger sind. Im Norden, Osten und Westen wird das Plateau begrenzt von etwa 300 m hohen Felswänden, über die am Nordrand drei Flüsse in fast 250 m hohen Wasserfällen in die Tiefe stürzen. Von Norden her wird das Plateau von einem tiefen, von Steilhängen begrenzten Tal geteilt, durch das der Dapoi fließt, der im Gebiet des Selidang entspringt. Möglicherweise handelt es sich bei diesem Tal um einen ehemaligen Kratersee. Vom Selidang fließt der Dapoi westwärts, macht einen Knick nach Norden und fließt zwischen dem Kenawang und dem Mabun hindurch, die sich links und rechts des Tals erheben. Nördlich davon fließt der Dapoi durch eine tiefe Schlucht in der Steilwand des Plateaus nach Norden, wo er in den Tinjar, einen Zufluss des Baram, mündet. In den etwa 1200 m hohen Bergketten auf beiden Seiten des Dapoi-Tals entspringen mehrere Flüsse, die nord- und ostwärts über die Kante des Plateaus hinweg fließen – so auch der Julan, der sich in zwei Wasserfällen talwärts ergießt. Das Teilplateau westlich des Dapoi-Tals ist nur ein Drittel so groß wie die östliche Hochebene.
Südlich des Plateaus liegt das Tal des Plieran, der in den Bergen an der indonesischen Grenze entspringt. Er mündet südwestlich des Usun Apau in den Murum, einen Zufluss des Rajang. Gespeist wird der Plieran hier von mehreren Flüssen, die auf dem Usun Apau entstehen. Einer davon ist der Luar.